# Accident de métro du 20 octobre 1975 à Mexico
L'accident de métro du 20 octobre 1975 à Mexico se produit à la station Viaducto de la ligne 2 après que la rame no 10 en provenance de Chabacano entre en collision avec la rame no 8 qui est à quai. La catastrophe fait 31 morts et 70 blessés et reste l'accident le plus meurtrier de l'histoire du métro de Mexico.

## Déroulement
En 1975, le métro de Mexico est encore une nouveauté. Après l'inauguration de la première ligne en 1969, la ligne 2 est mise en service en août 1970. Le nouveau système de transport, mis au point en partenariat avec la France, fait la fierté de la ville et de ses habitants. Il est équipé de rames de type MP-68 fabriquées par Alstom et dérivées du MP 59 du métro de Paris. 
Le matin du 20 octobre 1975 à 9 h 5, le train no 10 de la ligne 2 du métro de Mexico quitte le terminus de Tacuba. Il est conduit par le jeune Carlos Fernández Sánchez, âgé de 21 ans. L'heure de pointe est passée mais le convoi transporte encore de 120 à 130 passagers. À 9 h 36, il arrive à la station Chabacano. Au même moment, le train no 8 conduit par Alfonso Sánchez Martínez est à quai à Viaducto, la station suivante, avec entre 130 à 140 passagers. Il est bloqué par l'activation inopportune du levier d'arrêt d'urgence de la voiture 6, un incident qui se produit pour la cinquième fois de la journée, après les stations Hidalgo, Bellas Artes, Allende et Pino Suárez. Le conducteur a dû descendre pour débloquer le levier.
À 9 h 40, la rame no 10 qui a quitté Chabacano arrive à Viaducto alors que la rame no 8 y est encore et entre en collision avec elle à la vitesse de 70 km/h. Le choc, extrêmement violent, détruit plusieurs voitures et en endommage d'autres dans lesquelles sont pris au piège les passagers. Les installations de la station sont aussi touchées. Au total, le choc fait 31 morts et 70 blessés.
Le conducteur du train no 10, Carlos Fernández Sánchez, fait partie des survivants. Réalisant l'imminence de la catastrophe, il avait juste eu le temps de sauter hors de son poste de conduite avant l'impact.

## Enquête et procès
Peu de temps après l'accident, le dirigeant du district fédéral, Octavio Sentíes (es), s'interroge publiquement sur la thèse d'un acte de sabotage. Le président Luis Echeverría ordonne la formation d'une commission d'enquête.
L'enquête exclut rapidement la possibilité d'un sabotage ou d'un problème technique et en cinq jours l'attention se focalise sur Carlos Fernández Sánchez, le jeune conducteur du train no 10. Il est démis de ses fonctions et jugé pour avoir, selon plusieurs témoins, négligé d'avoir arrêté sa machine en gare malgré des ordres reçus pour le faire. Rodolfo Luis Flores Gutiérrez, responsable de la ligne 2 au poste de commande (PCC), affirme lui avoir demandé de rester à quai à la station Chabacano mais sans avoir de réponse. En temps normal, l'espacement entre deux trains à l'arrêt doit être de deux stations mais, au vu de l'affluence, Flores Gutiérrez avait laissé le no 10 avancer jusqu'à Chabacano.
L'accusé se défend en déclarant que les feux de signalisation étaient au vert et, qu'en apercevant enfin le train no 8 en station, il a essayé de freiner mais que sa machine n'a pas répondu. Il ajoute que, bien que blessé, il a fait son possible pour secourir les passagers.
Son discours est insuffisant pour lui éviter la condamnation. Il est accusé d'avoir désobéi aux ordres du PCC et d'avoir ignoré un panneau d'arrêt et est condamné à douze années de prison. Il purge la majeure partie de sa peine, en partie à la prison de Lecumberri (es).
La défense et le syndicat du métro dénoncent des irrégularités lors du procès mais, comme le déclare El Universal en 2008 pour les trente-trois ans de l'accident, ils ne pouvaient pas se faire entendre dans le contexte du Mexique des années 1970 sous l'hégémonie politique du PRI. Le journal constate qu'il n'existe presque aucune archive officielle sur l'événement (aucune aux Archives générales de la nation et une seule lettre aux archives de la ville de Mexico) et lui donne le surnom de « tragédie oubliée ».